# Johan Harju
Johan Harju (* 15. Mai 1986 in Övertorneå) ist ein ehemaliger schwedischer Eishockeyspieler, der im Verlauf seiner aktiven Karriere unter anderem zehn Spiele für die Tampa Bay Lightning aus der National Hockey League (NHL) und über 600 weitere in der Svenska Hockeyligan (SHL) auf der Position des linken Flügelstürmers absolviert hat.

## Karriere
Johan Harju begann seine Karriere als Eishockeyspieler bei Luleå HF, für die er bereits im Jugendbereich aktiv war. In der Saison 2004/05 gab der Angreifer sein Debüt im professionellen Eishockey, als er in vier Spielen für Luleå HF in der Elitserien auf dem Eis stand, in denen er punkt- und straflos blieb. Ab der folgenden Saison spielte er vier Jahre lang regelmäßig für die Mannschaft, die er am Ende der Spielzeit 2008/09 verließ. Für die Saison 2009/10 unterzeichnete der Schwede am 8. April 2009 einen Vertrag beim HK Dynamo Moskau aus der Kontinentalen Hockey-Liga, wo am gleichen Tag auch sein Teamkollege Linus Omark unterschrieb. Zur Saison 2010/11 wechselte er nach Nordamerika, wo er einen Vertrag bei den Tampa Bay Lightning erhielt, die ihn bereits im NHL Entry Draft 2007 in der sechsten Runde als insgesamt 167. Spieler ausgewählt hatten. Im Laufe der Spielzeit kam er überwiegend für deren Farmteam Norfolk Admirals in der American Hockey League zum Einsatz, während er für Tampa Bay in zehn Spielen in der National Hockey League ein Tor erzielte und zwei Tore vorbereitete. 
Zur Saison 2011/12 kehrte Harju zu seinem Heimatverein Luleå HF in die Elitserien zurück. Anschließend stand er zwischen 2012 und 2014 beim Brynäs IF unter Vertrag, ehe er im April 2014 einen Vertrag beim neuen Kontinentale-Hockey-Liga-Teilnehmer Jokerit unterschrieb. Im Januar 2015 kehrte er zu Luleå HF zurück.
Dort war er bis zum Saisonende 2018/19 aktiv und hatte zeitweise das Amt des Mannschaftskapitäns inne. Die Saison 2019/20 verbrachte der Flügelstürmer beim tschechischen Erstligisten HC Dynamo Pardubice, ehe zur folgenden Spielzeit die Rückkehr nach Schweden erfolgte, wo Harju bei MODO Hockey unterschrieb. Seine Karriere ließ er von 2021 bis 2023 beim italienischen Verein HC Pustertal und dem finnischen Club Mikkelin Jukurit ausklingen. Im Oktober 2023 gab er sein Karriereende als Aktiver bekannt.

### International
Für Schweden stand Harju unter anderem bei den Weltmeisterschaften 2009 und 2010 auf dem Eis. Beide Turniere endeten jeweils mit dem Gewinn der Bronzemedaille für Tre Kronor.

## Erfolge und Auszeichnungen
- 2011 Teilnahme am AHL All-Star Classic

### International
- 2009 Bronzemedaille bei der Weltmeisterschaft
- 2010 Bronzemedaille bei der Weltmeisterschaft